# César 1985
Die 10. Verleihung der Césars fand am 3. Februar 1985 im Théâtre de l’Empire in Paris statt. Präsidentin der Verleihung war die Schauspielerin Simone Signoret. Ausgestrahlt wurde die Verleihung, die von Bernard Giraudeau, Pierre Tchernia, Darry Cowl, Richard Berry, Guy Marchand, Jean Poiret, Léon Zitrone, Jeanne Moreau, Gina Lollobrigida und Kirk Douglas moderiert wurde, vom öffentlich-rechtlichen Fernsehsender Antenne 2, dem heutigen France 2.
Claude Zidis Die Bestechlichen konnte bei fünf Nominierungen in den Kategorien Bester Film, Beste Regie und Bester Schnitt gewinnen. Zum ersten Mal wurde damit bei einer César-Verleihung eine Filmkomödie zum besten Film gekürt. Bertrand Taverniers Filmdrama Ein Sonntag auf dem Lande war insgesamt in acht Kategorien nominiert und konnte sich in den Kategorien Beste Kamera, Bestes adaptiertes Drehbuch und Beste Hauptdarstellerin (Sabine Azéma) gegen die Konkurrenz durchsetzen. Als bester Hauptdarsteller wurde Alain Delon für seine Rolle in Geschichte eines Lächelns ausgezeichnet. Francesco Rosis siebenfach nominierte Opernverfilmung Carmen sowie Liebe bis in den Tod von Alain Resnais und Vollmondnächte von Éric Rohmer mit jeweils fünf Nominierungen gingen am Ende leer aus. Bester ausländischer Film wurde in diesem Jahr Miloš Formans Filmbiografie Amadeus. Erstmals vergeben wurden die Césars in den Kategorien Beste Kostüme und Bester Werbefilm sowie der „César des Césars“, der an Robert Enricos Kriegsdrama Das alte Gewehr ging, das 1976 mit dem César als bester Film prämiert worden war. Dem im Oktober 1984 verstorbenen Regisseur François Truffaut wurde bei der Verleihung ein Tribut gewidmet.

## Gewinner und Nominierungen
| Statistik (Filme mit mehr als einer Nominierung) N=Nominierung; A=Auszeichnung |   |   |
| Film                                                                           | N | A |
| Ein Sonntag auf dem Lande                                                      | 8 | 3 |
| Carmen                                                                         | 7 | 0 |
| Die Bestechlichen                                                              | 5 | 3 |
| Liebe bis in den Tod                                                           | 5 | 0 |
| Vollmondnächte                                                                 | 5 | 0 |
| Geschichte eines Lächelns                                                      | 4 | 2 |
| Souvenirs, Souvenirs                                                           | 4 | 1 |
| Fort Saganne                                                                   | 4 | 0 |
| Die Piratin                                                                    | 3 | 1 |
| Gefährliche Züge                                                               | 3 | 1 |
| Die öffentliche Frau                                                           | 3 | 0 |
| Eine Liebe von Swann                                                           | 2 | 2 |
| Die Abrechnung                                                                 | 2 | 1 |
| Les Cavaliers de l’orage                                                       | 2 | 1 |
| Le bon Plaisir – Eine politische Liebesaffäre                                  | 2 | 0 |
| Rue Barbare                                                                    | 2 | 0 |
| Zwei Fische auf dem Trockenen                                                  | 2 | 0 |

### Bester Film (Meilleur film)
Die Bestechlichen (Les Ripoux) – Regie: Claude Zidi
- Liebe bis in den Tod (L’Amour à mort) – Regie: Alain Resnais
- Carmen – Regie: Francesco Rosi
- Vollmondnächte (Les Nuits de la pleine lune) – Regie: Éric Rohmer
- Ein Sonntag auf dem Lande (Un dimanche à la campagne) – Regie: Bertrand Tavernier

### Beste Regie (Meilleur réalisateur)
Claude Zidi – Die Bestechlichen (Les Ripoux)
- Alain Resnais – Liebe bis in den Tod (L’Amour à mort)
- Éric Rohmer – Vollmondnächte (Les Nuits de la pleine lune)
- Francesco Rosi – Carmen
- Bertrand Tavernier – Ein Sonntag auf dem Lande (Un dimanche à la campagne)

### Bester Hauptdarsteller (Meilleur acteur)
Alain Delon – Geschichte eines Lächelns (Notre histoire)
- Gérard Depardieu – Fort Saganne
- Louis Ducreux – Ein Sonntag auf dem Lande (Un dimanche à la campagne)
- Philippe Noiret – Die Bestechlichen (Les Ripoux)
- Michel Piccoli – Gefährliche Züge (La Diagonale du fou)

### Beste Hauptdarstellerin (Meilleure actrice)
Sabine Azéma – Ein Sonntag auf dem Lande (Un dimanche à la campagne)
- Jane Birkin – Die Piratin (La Pirate)
- Valérie Kaprisky – Die öffentliche Frau (La Femme publique)
- Julia Migenes – Carmen
- Pascale Ogier – Vollmondnächte (Les Nuits de la pleine lune)

### Bester Nebendarsteller (Meilleur acteur dans un second rôle)
Richard Bohringer – Die Abrechnung (L’Addition)
- Michel Aumont – Ein Sonntag auf dem Lande (Un dimanche à la campagne)
- Bernard-Pierre Donnadieu – Rue Barbare (Rue barbare)
- Fabrice Luchini – Vollmondnächte (Les Nuits de la pleine lune)
- Lambert Wilson – Die öffentliche Frau (La Femme publique)

### Beste Nebendarstellerin (Meilleure actrice dans un second rôle)
Caroline Cellier – Teuflische Umarmung (L’Année des méduses)
- Victoria Abril – Die Abrechnung (L’Addition)
- Carole Bouquet – Die Enthüllung (Rive droite, rive gauche)
- Élizabeth Bourgine – Tödliche Angst (La 7ème cible)
- Maruschka Detmers – Die Piratin (La Pirate)

### Bester Nachwuchsdarsteller (Meilleur jeune espoir masculin)
Pierre-Loup Rajot – Souvenirs, Souvenirs (Souvenirs, souvenirs)
- Xavier Deluc – La Triche
- Hippolyte Girardot – Le bon Plaisir – Eine politische Liebesaffäre (Le Bon plaisir)
- Benoît Régent – Gefährliche Züge (La Diagonale du fou)

### Beste Nachwuchsdarstellerin (Meilleur jeune espoir féminin)
Laure Marsac – Die Piratin (La Pirate)
- Fanny Bastien – Pinot – Gendarm und Herzensbrecher (Pinot simple flic)
- Emmanuelle Béart – Eine verbotene Liebe (Un amour interdit)
- Sophie Duez – Zwei Fische auf dem Trockenen (Marche à l’ombre)

### Bestes Erstlingswerk (Meilleur premier film)
Gefährliche Züge (La Diagonale du fou) – Regie: Richard Dembo
- Boy Meets Girl (Boy Meets Girl) – Regie: Leos Carax
- Souvenirs, Souvenirs (Souvenirs, souvenirs) – Regie: Ariel Zeitoun
- Zwei Fische auf dem Trockenen (Marche à l’ombre) – Regie: Michel Blanc

### Bestes Originaldrehbuch (Meilleur scénario original)
Bertrand Blier – Geschichte eines Lächelns (Notre histoire)
- Éric Rohmer – Vollmondnächte (Les Nuits de la pleine lune)
- Claude Zidi – Die Bestechlichen (Les Ripoux)

### Bestes adaptiertes Drehbuch (Meilleur scénario adaptation)
Bertrand Tavernier und Colo Tavernier – Ein Sonntag auf dem Lande (Un dimanche à la campagne)
- Françoise Giroud und Francis Girod – Le bon Plaisir – Eine politische Liebesaffäre (Le Bon plaisir)
- Dominique Garnier und Andrzej Żuławski – Die öffentliche Frau (La Femme publique)

### Beste Filmmusik (Meilleure musique écrite pour un film)
Michel Portal – Les Cavaliers de l’orage
- Hans Werner Henze – Liebe bis in den Tod (L’Amour à mort)
- Bernard Lavilliers – Rue Barbare (Rue barbare)
- Michel Legrand – Duett zu dritt (Paroles et musique)

### Bestes Szenenbild (Meilleurs décors)
Jacques Saulnier – Eine Liebe von Swann (Un amour de Swann)
- Jean-Jacques Caziot – Les Cavaliers de l’orage
- Bernard Evein – Geschichte eines Lächelns (Notre histoire)
- Enrico Job – Carmen

### Beste Kostüme (Meilleurs costumes)
Yvonne Sassinot de Nesle – Eine Liebe von Swann (Un amour de Swann)
- Rosine Delamare und Corinne Jorry – Fort Saganne
- Enrico Job – Carmen

### Beste Kamera (Meilleure photographie)
Bruno de Keyzer – Ein Sonntag auf dem Lande (Un dimanche à la campagne)
- Pasqualino De Santis – Carmen
- Bruno Nuytten – Fort Saganne
- Sacha Vierny – Liebe bis in den Tod (L’Amour à mort)

### Bester Ton (Meilleur son)
Dominique Hennequin, Guy Level und Harald Maury – Carmen
- Pierre Gamet und Jacques Maumont – Liebe bis in den Tod (L’Amour à mort)
- Jean-Paul Loublier, Pierre Gamet und Claude Villand – Fort Saganne
- Guillaume Sciama, Claude Villand und Bernard Leroux – Souvenirs, Souvenirs (Souvenirs, souvenirs)

### Bester Schnitt (Meilleur montage)
Nicole Saunier – Die Bestechlichen (Les Ripoux)
- Armand Psenny – Ein Sonntag auf dem Lande (Un dimanche à la campagne)
- Claudine Merlin – Geschichte eines Lächelns (Notre histoire)
- Geneviève Winding – Souvenirs, Souvenirs (Souvenirs, souvenirs)

### Bester Kurzfilm (Meilleur court métrage de fiction)
Première classe – Regie: Mehdi El Glaoui
- Premiers mètres – Regie: Pierre Levy
- Oiseau de sang – Regie: Frédéric Rippert
- Homicide by Night – Regie: Gérard Krawczyk
- La Combine de la girafe – Regie: Thomas Gilou

### Bester animierter Kurzfilm (Meilleur court métrage d’animation)
La Boule – Regie: Alain Ughetto
- L’Invité – Regie: Guy Jacques
- Ra – Regie: Pierre Jamin, Thierry Barthes

### Bester dokumentarischer Kurzfilm (Meilleur court métrage documentaire)
La Nuit du hibou – Regie: François Dupeyron
- Hommage à Dürer – Regie: Gérard Samson
- L’Écuelle et l’assiette – Regie: Raoul Rossi

### Bester Werbefilm (Meilleur film publicitaire)
Les Vautours (Hertz) – Regie: Jean-Jacques Annaud
- Le Psychiatre (Brother) – Regie: Étienne Chatiliez
- L’Aventurier (Grundig) – Regie: Yves Lafaye
- Kodachrome (Kodak) – Regie: Jean-Paul Goude
- James Bond (Renault 205 GTI) – Regie: Gérard Pirès
- Flamenco (Orangina) – Regie: Jean-Paul Goude
- Chinoise (Maggi) – Regie: Jean-Baptiste Mondino
- Les Petits hommes verts (Lustucru) – Regie: Étienne Chatiliez

### Bester französischsprachiger Film (Meilleur film francophone)
Das Geschenk Gottes (Wênd Kûuni), Burkina Faso – Regie: Gaston Kaboré

### Bester ausländischer Film (Meilleur film étranger)
Amadeus, USA – Regie: Miloš Forman
- Greystoke – Die Legende von Tarzan, Herr der Affen (Greystoke: The Legend of Tarzan, Lord of the Apes), Großbritannien – Regie: Hugh Hudson
- Maria’s Lovers, USA – Regie: Andrei Kontschalowski
- Paris, Texas, Frankreich/Deutschland – Regie: Wim Wenders

## Ehrenpreis (César d’honneur)
- Christian-Jaque, französischer Regisseur und Drehbuchautor
- Danielle Darrieux, französische Schauspielerin
- Christine Gouze-Rénal, französische Filmproduzentin
- Alain Poiré, französischer Filmproduzent